# رامونا کارلسن
رامونا کارلسن (انگلیسی: Ramona Karlsson؛ زادهٔ ۸ ژانویهٔ ۱۹۸۱) اتومبیلران در مسابقات رالی قهرمانی جهان و مسابقات قهرمانی رالی کراس جهانی و تیرانداز اهل سوئد است.